# N-321
La carretera nacional   N-321   era una antigua carretera nacional que unía Úbeda (Jaén) con la ciudad de Málaga, pasando por la ciudad de Jaén. 

## Historia
Tras haber sido traspasada a la Junta de Andalucía, a algunos tramos, tras ser reformados, se les ha dado otro nombre, de carreteras autonómicas.

## Composición
La carretera transcurría por donde ahora lo hacen:
- A-316 , desde Úbeda hasta Mancha Real, y desde Jaén hasta Alcaudete (  N-432 ). Entre Úbeda y Martos es autovía. Queda aún señalética visible de esta carretera antigua en una de las salidas de la autovía a la altura de Torredelcampo.
- A-6001 , desde Mancha Real hasta la urbanización jiennense de Cerro Molina, donde se unía con la  N-323  hasta el interior de la ciudad de Jaén.
- A-333 , desde la  N-432  hasta Priego de Córdoba (la  A-333  es la Alcaudete-Archidona pasando por Priego).
- A-4154, desde Priego de Córdoba hasta Loja, pasando por Algarinejo.
- A-341 entre Loja y la A-4152
- A-4152 y A-7204 hasta Colmenar
- Finalmente, se accedía por la actual  A-7000  para llegar a Málaga, pasando por el puerto del León y dando la carretera dos vueltas sobre sí misma.

Por lo tanto la N-321 discurría por las provincias de Jaén, Córdoba, Granada y Málaga.
Con los años, se desvió el trazado entre Loja y Málaga, usando la  N-342  desde Loja hasta la Estación de Salinas, una carretera local (actual A-92M) hasta el Puerto de Las Pedrizas y la  N-331  hasta llegar a Málaga.